# Polnische Meisterschaften im Skispringen 2017/18
Die polnischen Meisterschaften im Skispringen 2017/18 fanden am 26. Dezember 2017 und 3. März 2018 statt. Während der Wettkampf der Frauen auf der Skalite-Mittelschanze in Szczyrk ausgetragen wurde, hielten die Männer ihren Wettbewerb auf der Adam-Małysz-Schanze in Wisła ab. Die Meisterschaften wurden vom polnischen Skiverband PZN organisiert. Wettkampfleiter war Janusz Malik.

## Ergebnisse

### Männer
Der Einzelwettbewerb fand am 26. Dezember 2017 von der Großschanze Malinka (K 120 / HS 134) in Wisła statt. Es waren 35 Athleten gemeldet, jedoch gingen drei nicht an den Start. Zudem wurde mit Wiktor Węgrzynkiewicz ein Teilnehmer disqualifiziert.
| Platz | Name             | Verein                       | Weite 1 | Weite 2 | Punkte |
| ----- | ---------------- | ---------------------------- | ------- | ------- | ------ |
| 01.   | Stefan Hula      | KS Eve-nement Zakopane       | 123,5   | 126,0   | 254,3  |
| 02.   | Piotr Żyła       | WSS Wisła                    | 119,0   | 120,0   | 231,9  |
| 03.   | Kamil Stoch      | KS Eve-nement Zakopane       | 126,0   | 111,5   | 225,2  |
| 04.   | Dawid Kubacki    | TS Wisła Zakopane            | 108,0   | 124,0   | 219,3  |
| 05.   | Maciej Kot       | AZS Zakopane                 | 115,5   | 111,0   | 206,4  |
| 06.   | Jakub Wolny      | LKS Klimczok Bystra          | 107,0   | 115,0   | 197,8  |
| 07.   | Stanisław Biela  | UKS Sołtysianie Stare Bystre | 106,5   | 116,0   | 197,7  |
| 08.   | Andrzej Stękała  | AZS Zakopane                 | 099,0   | 120,0   | 184,7  |
| 09.   | Karol Niemczyk   | LKS Klimczok Bystra          | 105,5   | 113,0   | 172,8  |
| 10.   | Krzysztof Biegun | SSR LZS Sokół Szczyrk        | 093,0   | 117,0   | 164,5  |
| 11.   | Krzysztof Miętus | AZS Zakopane                 | 096,0   | 112,0   | 157,9  |
| 12.   | Damian Skupień   | TS Wisła Zakopane            | 085,0   | 123,0   | 155,9  |
| 13.   | Kacper Juroszek  | WSS Wisła                    | 095,0   | 111,5   | 152,2  |
| 14.   | Damián Lasota    | TJ TZ Trinec                 | 092,0   | 107,0   | 144,7  |
| 15.   | Krzysztof Leja   | AZS Zakopane                 | 115,5   | 080,0   | 142,6  |

### Frauen
Der Einzelwettbewerb fand am 3. März 2018 von der Skalite-Mittelschanze (K 70 / HS 77) in Szczyrk statt. Keine Athletin erreichte den Konstruktionspunkt. Meisterin wurde Anna Twardosz.
| Platz | Name              | Verein                       | Weite 1 | Weite 2 | Punkte |
| ----- | ----------------- | ---------------------------- | ------- | ------- | ------ |
| 01.   | Anna Twardosz     | PKS Olimpijczyk Gilowice     | 068,0   | 069,0   | 216,9  |
| 02.   | Magdalena Pałasz  | UKS Sołtysianie Stare Bystre | 064,5   | 069,0   | 207,2  |
| 03.   | Kinga Rajda       | SSR LZS Sokół Szczyrk        | 069,0   | 064,0   | 206,1  |
| 04.   | Joanna Szwab      | AZS Zakopane                 | 067,5   | 062,5   | 195,0  |
| 05.   | Kamila Karpiel    | AZS Zakopane                 | 065,0   | 064,0   | 192,8  |
| 06.   | Joanna Kil        | AZS Zakopane                 | 063,5   | 060,5   | 184,3  |
| 07.   | Sabina Król       | AZS Zakopane                 | 048,0   | 046,0   | 105,3  |
| 08.   | Róża Pawlikowska  | AZS Zakopane                 | 048,0   | 046,5   | 104,9  |
| 09.   | Nicole Konderla   | WSS Wisła                    | 046,5   | 046,0   | 100,5  |
| 10.   | Nikola Pietraszko | LKS Klimczok Bystra          | 041,0   | 040,5   | 073,3  |
| 11.   | Natalia Kobiela   | AZS Zakopane                 | 038,5   | 040,0   | 065,2  |
| 12.   | Anna Żądło        | LKS Klimczok Bystra          | 037,0   | 038,5   | 059,1  |